# 타미 힐피거 (기업)
타미 힐피거(영어: Tommy Hilfiger)는 미국의 의류 기업이다.